# New Port Richey
New Port Richey város az USA Florida államában, Pasco megyében. Lakosainak száma 16 728 fő (2020. április 1.).

## Népesség
A település népességének változása:

| 2010 | 14 911 |
| 2020 | 16 728 |